# Kalina (Gniezno)
Pour les articles homonymes, voir Kalina.
Kalina (prononciation : [kaˈlina]) est un village polonais de la gmina de Gniezno dans le powiat de Gniezno de la voïvodie de Grande-Pologne dans le centre-ouest de la Pologne.
Il se situe à environ 10 kilomètres à l'est de Gniezno (siège de la gmina et du powiat) et à 58 kilomètres à l'est de Poznań (capitale régionale).

## Histoire
De 1975 à 1998, le village faisait partie du territoire de la voïvodie de Poznań.

Depuis 1999, Kalina est situé dans la voïvodie de Grande-Pologne.